# Dély Ibrahim
Dély Ibrahim (em árabe: دالي إبراھيم) é uma cidade localizada na província de Argel, no norte da Argélia. Sua população era de 35 230 habitantes, em 2008.